# Theresia Haselmayr
Maria Theresia Haselmayr, née le 24 janvier 1808 à Dillingen et morte le 8 janvier 1878 à Dillingen, est une religieuse franciscaine bavaroise qui fut supérieure générale des Franciscaines de Dillingen et ouvrit plusieurs maisons de sa congrégation et fut la cofondatrice de la fondation Regens-Wagner, venant en aide aux personnes handicapées.

## Biographie

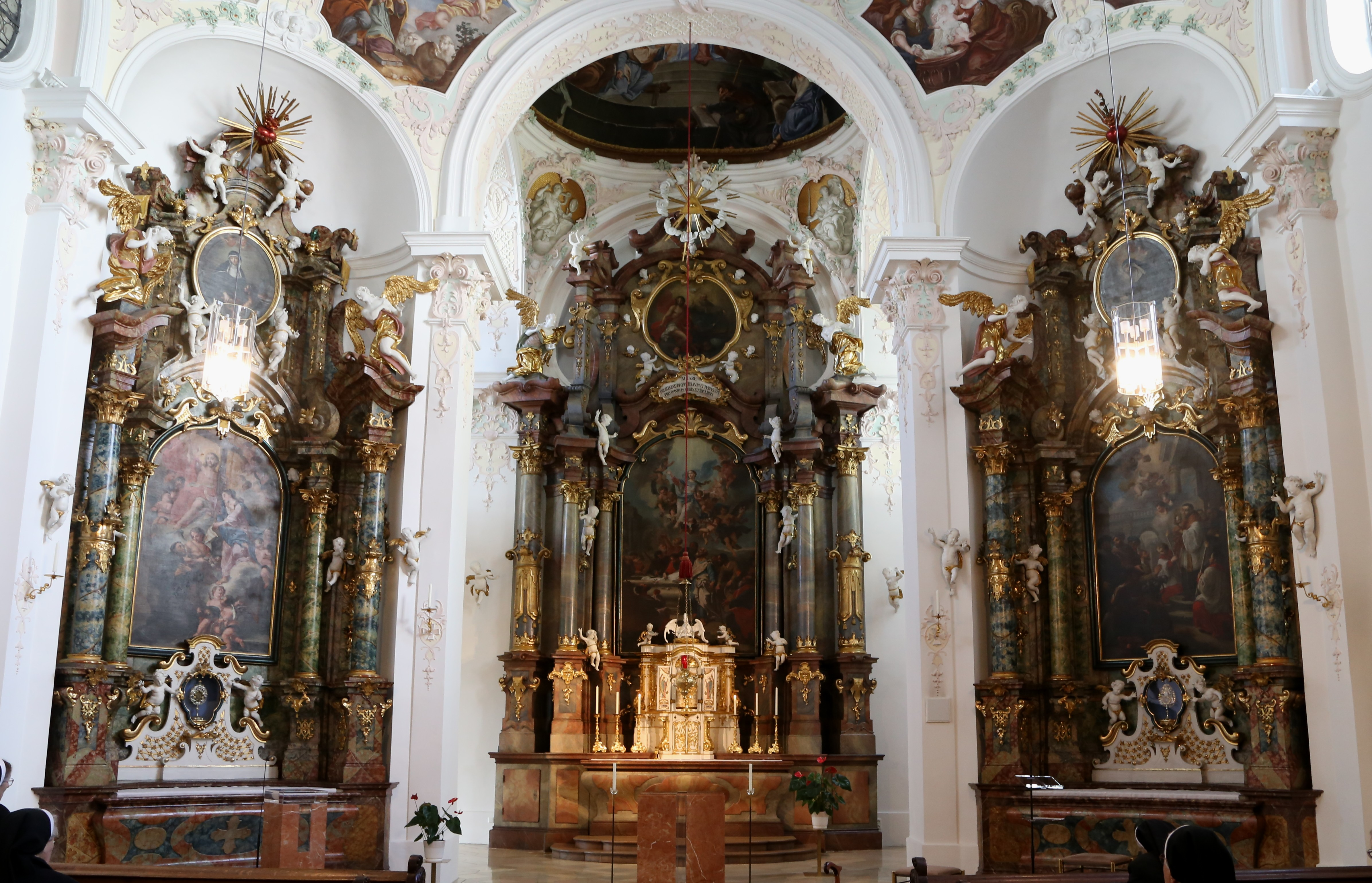
Intérieur de l'église conventuelle de Dillingen.

Maria Clara, selon son nom de baptême, est la fille du pavementier Franz Xaver Anton Haselmayr et de sa seconde épouse Katharina, née Kaiser. À l'âge de dix-neuf ans, elle demande son admission au couvent presque éteint des Franciscaines de Dillingen qui venait de retrouver la permission de reprendre des novices de la part de Louis Ier de Bavière. Auparavant, elle obtient son diplôme d'institutrice élémentaire et est acceptée finalement dans la communauté. Son admission définitive a lieu le 22 juin 1829. Elle prend le nom de « Maria Theresia » (Marie-Thérèse) et enseigne à l'école élémentaire de Dillingen. Rapidement, elle est appelée au chapitre par la supérieure, Mère Maria Angelina Häusler, contrairement à toute coutume au vu de sa jeunesse, et reçoit le droit de vote.
Lorsque Mère Maria Angelina Häusler meurt le 13 novembre 1835, Maria Theresia (qui a 28 ans) est élue comme nouvelle supérieure,. Comme elle ne remplit pas les conditions canoniques (elle n'est pas professe), le vicaire général lui accorde la dispense nécessaire, qui devait ensuite être reconfirmée tous les trois ans. Quatre ans après son élection, le 24 janvier 1841, Maria Theresia Haselmayr prononce ses vœux perpétuels. Elle sera encore élue treize fois à la tête de sa communauté et donc de la congrégation car d'emblée de nouvelles fondations naissent après les temps difficiles de la sécularisation. Sous sa direction, la congrégation se transforme en congrégation enseignante. Dès novembre 1837, une école pour tout-petits est organisée dans la salle de pharmacie du monastère. Les quelques religieuses qui débutent cela n'ont pas encore le niveau, aussi sont-elles bientôt préparées aux examens d'institutrices dans des institutions séparées.
L'année 1843 voit la naissance de deux filiales, le couvent de Höchstädt et le couvent de Mödingen, suivies les années suivantes de Lauingen, Burgau et Gundelfingen, d'Ogelsbeuern dans le Wurtemberg (1860, dans l'ancien couvent des Dominicaines de Sießen), d'Au am Inn, de Lohr-sur-le-Main, de Volkach (de), Zell, Oettingen et Neustadt. Sous son égide, les nouvelles congrégations des Franciscaines de Sießen, des Franciscaines de Bonlanden et des Franciscaines d'Au am Inn prennent leur indépendance.
Grâce à l'appui du recteur Johann Evangelist Wagner, directeur spirituel des Franciscaines de Dillingen, Mère Maria Theresia Haselmayr fonde en 1847 à Dillingen un foyer et maison d'éducation pour sourdes muettes. Ce type d'institution sociale croît très rapidement avec quelque quatre-vingt-dix maisons. Elles ouvrent en 1869 à Glött, en 1872 à  Zell en 1878 à Hohenwart. Maria Theresia pose la première pierre de la fondation Regens-Wagner pour l'assistance aux personnes ayant un handicap d'audition, de parole ou d'apprentissage ou même des handicaps mentaux, fondation qui est dans ce domaine la plus importante d'Allemagne du Sud aujourd'hui.
Pendant ses quarante-deux ans de supériorat, Mère Maria Theresia Haselmayr a eu la responsabilité de 324 sœurs. Une rue de Dillingen est nommée en son honneur. Un centre d'éducation spéciale porte également son nom.

## Filmographie
- (de) Klosterpioniere: Die selbstbewusste Dienerin. Film de Juri Köster, diffusé à la télévision bavaroise le 21 mars 2007.